# Парк Бэйхай

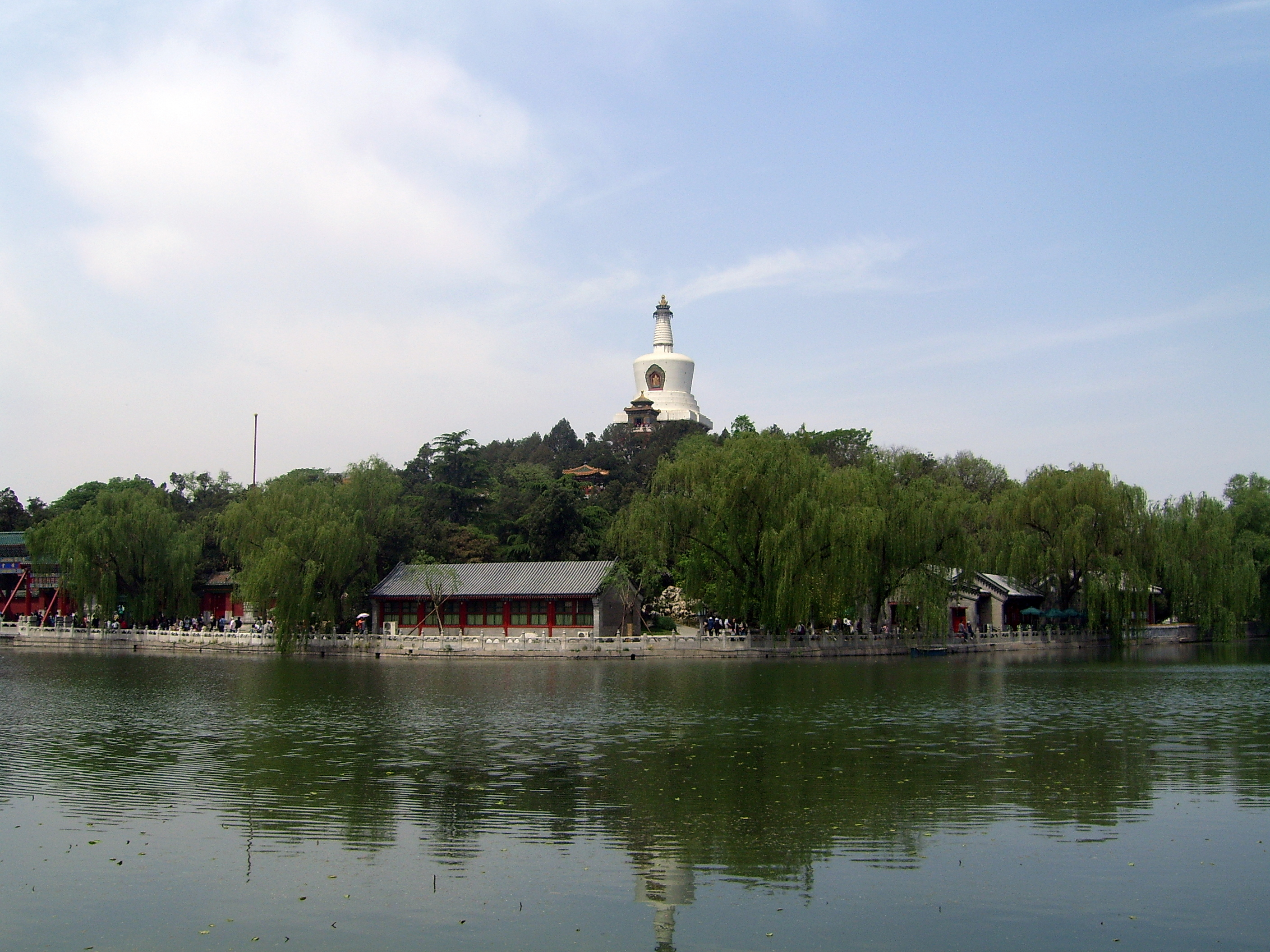
Пагода Бай Та с северо-запада

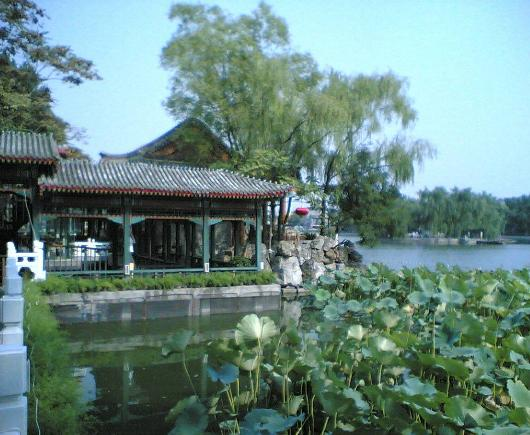
Пример классического китайского сада

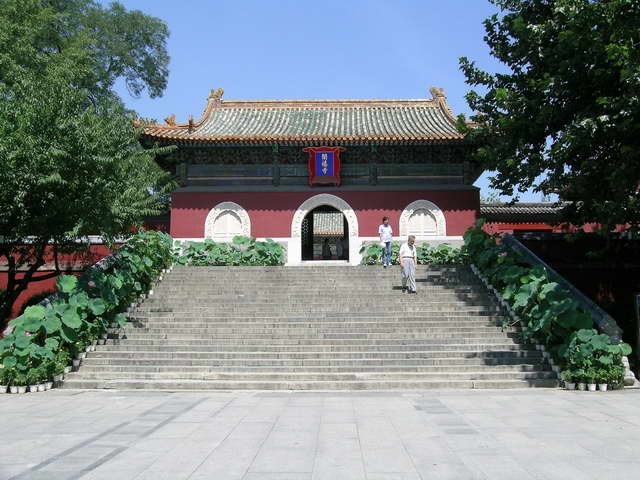
Вход в храм Чаньфу, размещённый на северном берегу озера

Парк Бэйхай (кит. трад. 北海公園, упр. 北海公园, пиньинь Běihăi Gōngyuán) — императорский сад к северо-западу от Запретного города в Пекине. Первоначально заложен в X веке. Числится среди крупнейших китайских садов и содержит множество исторически значимых построек, дворцы и храмы. Во времена правления династий Ляо, Цзинь, Юань, Мин и до падения династии Цин в 1911 году был императорским парком. Это место было связано с Запретным Городом, но с 1925 года сад был открыт публике.
Парк имеет площадь более 69 гектаров; озеро Бэйхай занимает более половины территории парка. В центре парка на 32 м возвышается остров Цюнхуа (琼华). К северу от парка находится озеро Цяньхай, к югу — Чжунхай (Среднее море).
Бэйхай дословно значит «Северное море». Также имеются Среднее (Чжунхай) и Южное (Наньхай) моря. Комплекс строений вокруг двух вышеупомянутых озёр включает дома, в которых живёт китайское высшее руководство.
Парк Бэйхай, как и многие китайские сады, был построен для подражания знаменитым живописным местам и архитектурным объектам разных частей Китая; озеро Тайху, искусно сделанные павильоны и каналы в Ханчжоу и Янчжоу, изысканные постройки китайского сада в Сучжоу и другие служили вдохновением для творцов многочисленных достопримечательностей этого императорского сада. Постройки и пейзажи этого парка являются шедеврами ландшафтного дизайна, отображающими стиль и великолепные архитектурные навыки и богатство искусства создания традиционного китайского сада.

## Достопримечательности
Бай Та (Белая ступа) — 40-метровая ступа, размещённая на вершине острова Цхунхуа. Сделана из белого камня. Гравюры солнца, луны и пламени украшают поверхность башни. Уничтожена землетрясением в 1679 и отстроена в следующем году и снова восстановлена в 1976 после землетрясения в городе Таншань недалеко от Пекина. Гробница внутри хранит буддийские писания, монашеские мантии, сосуды для милостыни и кости монахов(остатки после кремации).
На территории парка находится пара восстановленных буддийских храмов, такие как Юйнань (Храм Вечного мира) и Чаньфу.
На северном берегу размещён Павильон 5 драконов : 5 соединённых павильонов со шпилями и традиционными китайскими карнизами, построенные во времена династии Мин.
Стена 9 драконов — размещена к северу от Павильона 5 драконов. Была построена в 1756 году и является одной из трёх подобных стен в Китае. Сделана из семицветного глазурированного кирпича. 9 драконов, играющих в облаках, украшают обе стороны стены.
Также на северном берегу существует зал Цзинсинь (зал успокаивающегося сердца). Из себя она представляет сад в саду площадью более 4000 м².
Круглая стена (Tuancheng) вмещает в себя холл Получения света (Chengguangdian) — просторное здание с двойной карнизной крышей, сделанной из жёлтой, окаймленной зелёным цветом, глазированной черепицы. Внутри находится Будда высотой 1,6 м, подаренный императору Гуансюю кхмерским королём Камбоджи. Статуя высечена из монолита чистого белого нефрита; украшена драгоценными камнями. Войска Альянса восьми держав повредили левую руку статуи во время грабежей, последовавших за взятием Пекина в 1900 году.
В парке можно найти камни Тайху, привезённые из провинции Хэнань, и разнообразные коллекции, начиная от нефритовых сосудов эпохи Юань, заканчивая коллекцией из 495 стел со следами погибших сотни лет назад деревьев.

## Картинки

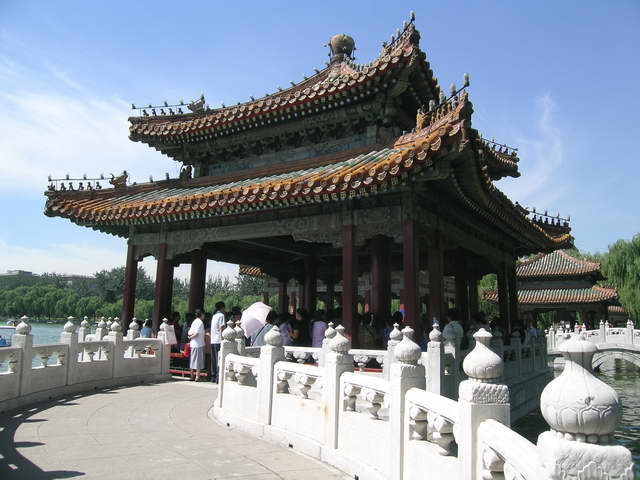
Один из Павильонов 5 драконов
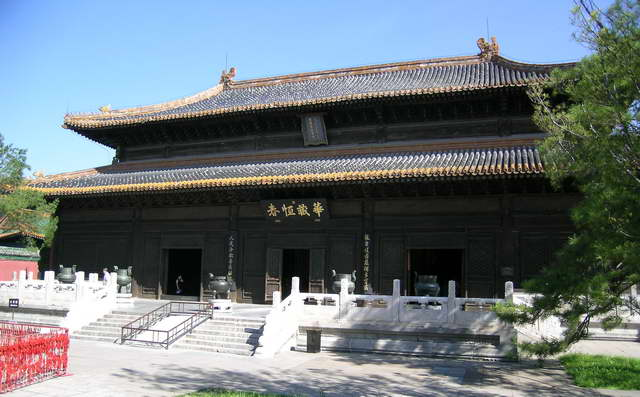
Холл Дацичженьжу
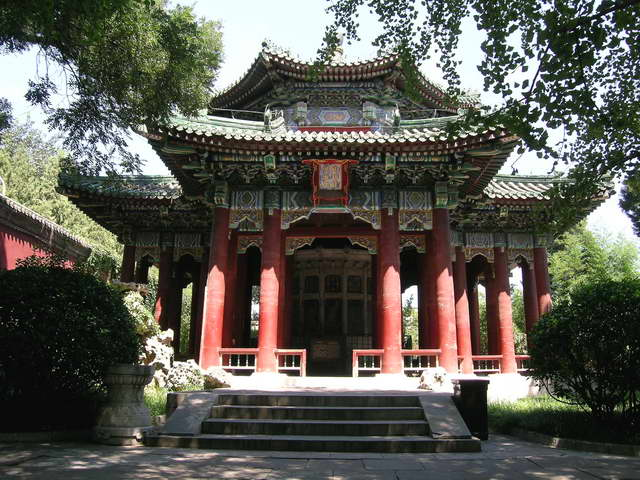
Павильон Мяосян
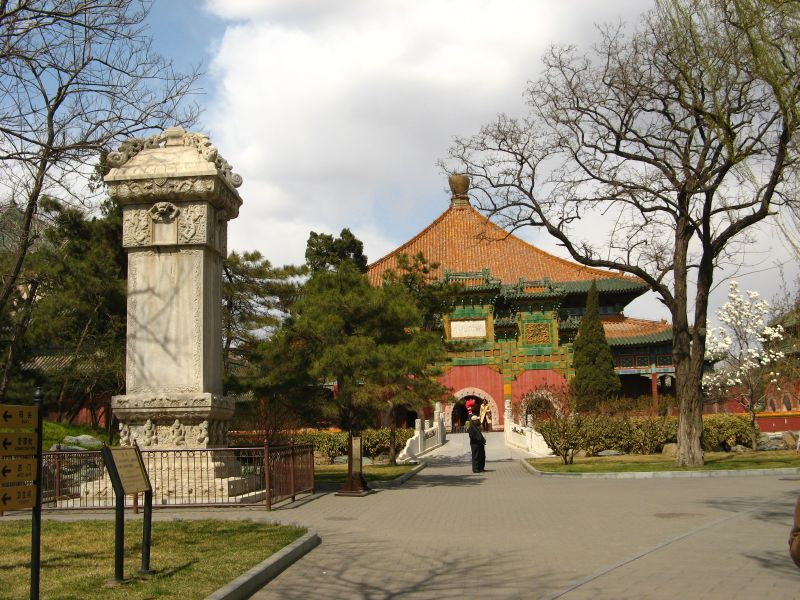
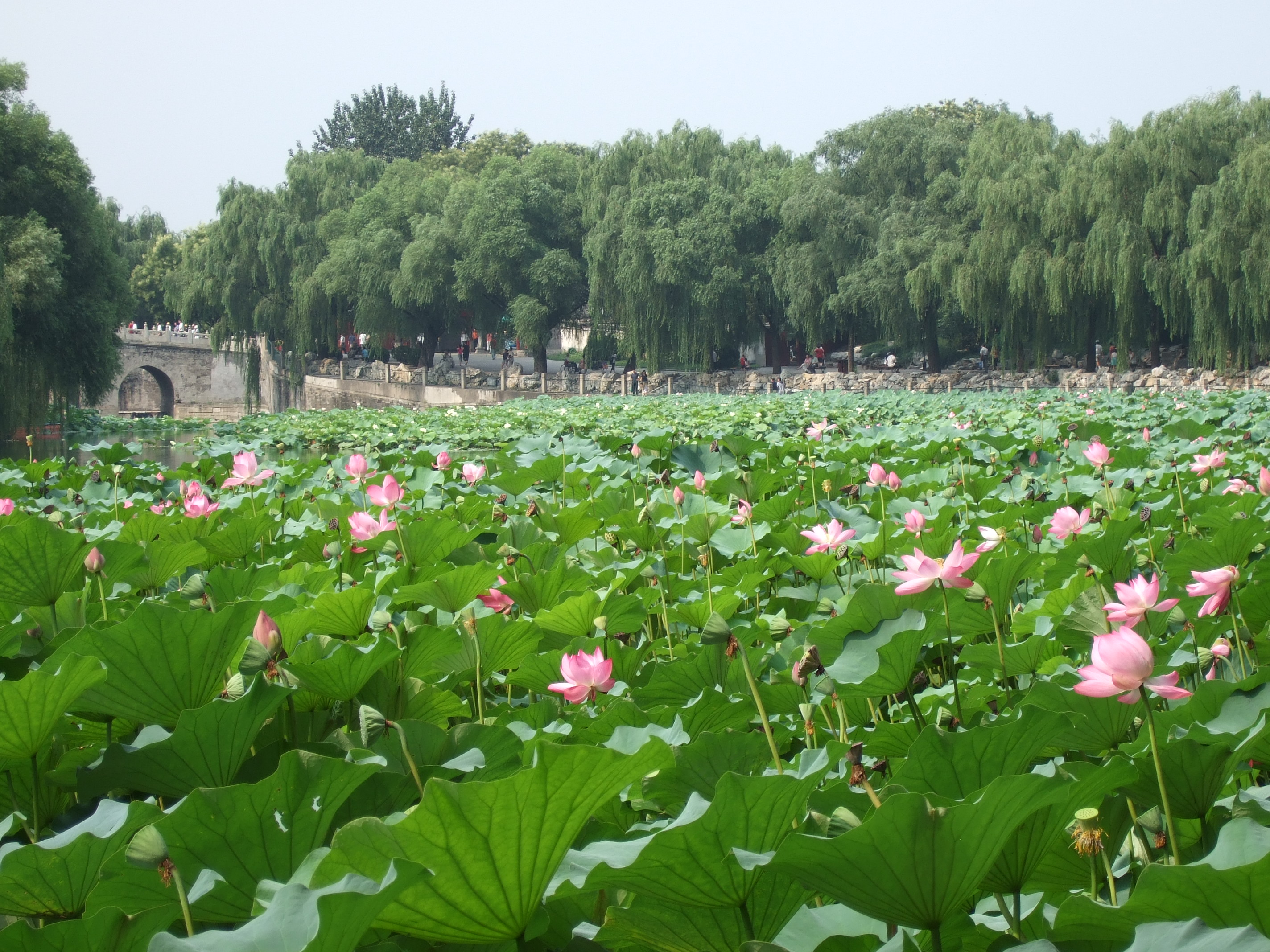
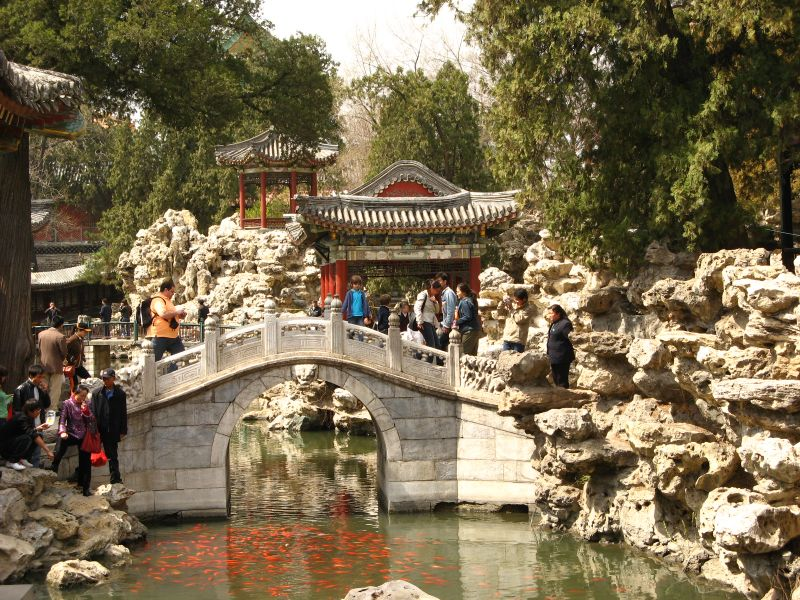
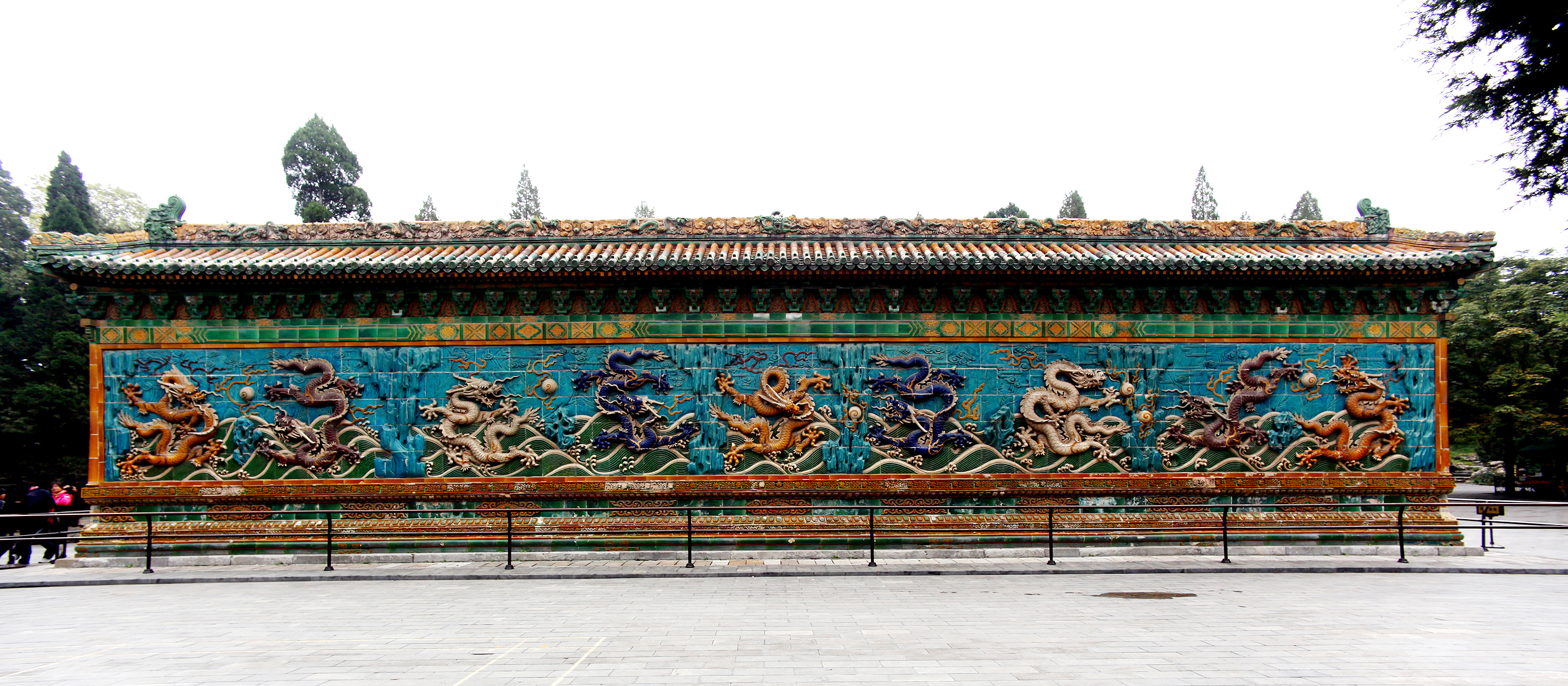
Стена Девяти драконов расположенная в Пекине, парке Бэйхай
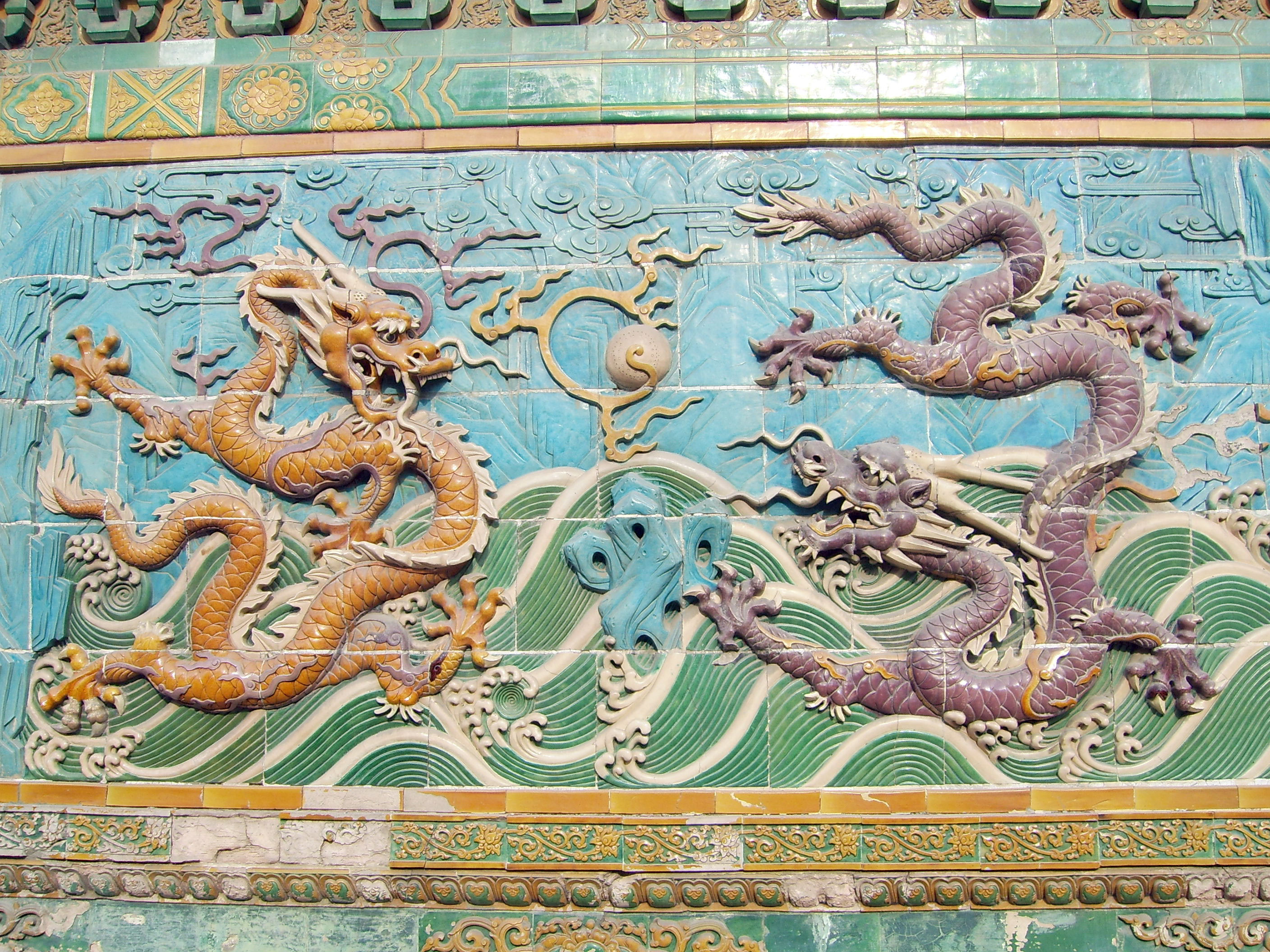
Стена Девяти драконов
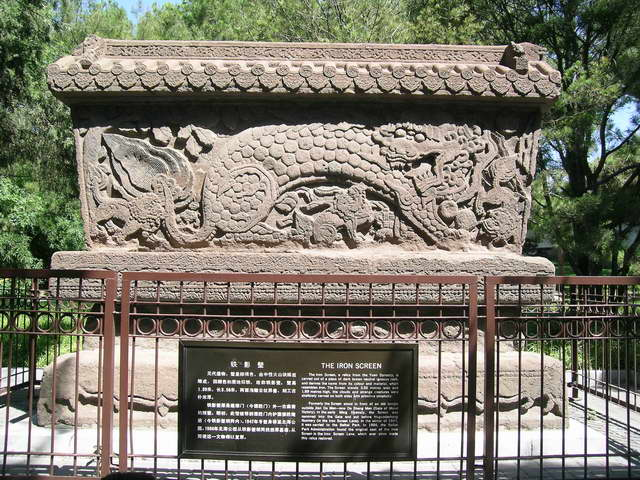
Экранирующая стена времен династии Юань